# Таможенный тариф
Таможенные тарифы — инструмент таможенной политики в области таможенного регулирования экономики страны, использующийся для реализации целей торговой политики и представляющий собой свод ставок таможенных пошлин облагаемых товаров, систематизированных в соответствии с товарной номенклатурой внешнеэкономической деятельности.
В Российской Федерации — России таможенный тариф представляет собой ТН ВЭД ЕАЭС и ставки таможенных пошлин к каждой товарной позиции. Разделяют импортный и экспортный таможенные тарифы.

## Понятие таможенного тарифа
Таможенный тариф представляет собой законодательный акт, содержащий перечень ставок таможенных пошлин на подлежащие таможенному обложению при импорте или экспорте товары, систематизированные в соответствии с товарной номенклатурой.
Иначе говоря:
- существует перечень всех товаров, подпадающий под таможенное обложение.
  - Перечень со всеми товарами часто называется товарная номенклатура (например, в РФ действует ТН ВЭД ЕАЭС).
  - В товарной номенклатуре систематизировано представлены товары или группы товаров.
- На основе товарной номенклатуры формируется таможенный тариф (например, в РФ действует Единый таможенный тариф Таможенного союза).
  - В рамках таможенного тарифа идёт выделение по классификационным признакам (например, номер группы товаров или уровень таможенной пошлины и пр.). Возле каждого товара или группы товаров пишется одна или несколько ставок пошлин.

Иначе говоря, ТН ВЭД — это просто классификатор товаров. А таможенный тариф, включающий в себя ставки пошлин, — это, грубо говоря, руководство к действию таможенника, как облагать товары из ТН ВЭД пошлинами.

## Классификация таможенных тарифов
Типы таможенных тарифов:
- простой (одноколонный) тариф;
- сложный (многоколонный) тариф.

Простой — на каждый товар указан один тариф для всех стран. Поэтому и применяется одна ставка таможенной пошлины на все страны, вне зависимости от страны происхождения товара.
Сложный — на товар указано несколько тарифов в зависимости от страны. Поэтому и могут применяться разные ставки таможенных пошлин на разные страны, что обеспечивает дополнительную гибкость внешнеторговой политики.
Хотя формально ВТО за соблюдение режима наибольшего благоприятствования, косвенно гласящего, что уровень обложения налогами должен быть не хуже, чем по отношению к другим странам, однако здесь действует изъятие из РНБ, например, в рамках торговли внутри интеграционной группировки. При этом с 1995 гг. наблюдались активизация самих интеграционных группировок, и рост количества региональных соглашений. И именно торговля в рамках интеграционных группировок обуславливает переход от простого тарифа к сложному.
Итого, тенденция:
- переход от одноколонного к многоколонному тарифу;
- переход к многоколонному поскольку:
  - гибкость, необходимая в связи с усложнением торговли (больше товарных позиций, торговля между участниками интенсивнее и пр.)
  - участие в международных договорах требует отражения этого в таможенном тарифе (в рамках договоров может быть предусмотрено взаимное предоставление РНБ или же предоставление преференций отдельным развивающимся странам).

## Таможенный тариф Российской Федерации и Таможенного союза
В РФ до 2010 года действовал таможенный тариф, введенный постановлением Правительства РФ от 26.11.2006 № 718, но он затем прекратил своё действие.
С 1 января 2010 года в Республике Беларусь, Республике Казахстан и Российской Федерации в соответствии постановлением Межгосударственного совета ЕврАзЭС на территории стран стали действовать:
- ТН ВЭД ЕАЭС(единая Товарная номенклатура внешнеэкономической деятельности ЕАЭС)
- Единый таможенный тариф ЕАЭС (со ставками ввозных таможенных пошлин).

А ТН ВЭД РФ и таможенный тариф РФ утратил свою силу (аналогичное произошло в Белоруссии и Казахстане).
Иначе говоря, с 1 января 2010 года на территории РФ стал действовать Единый таможенный тариф Таможенного союза, а российский — прекратил действовать.
Это было связано с началом проведения единой таможенной политики Таможенного союза (тогда ещё на базе ЕврАзЭС) (то есть Таможенного союза Белоруссии, Казахстана и России), по отношению к другим странам.
После роспуска ЕврАзЭС и создания вместо него ЕАЭС, та же единая таможенная политика стала распространяться на все страны-члены ЕАЭС.
В 2021 таможенный тариф ЕАЭС действует на территории стран:
- Республика Армения
- Республика Беларусь
- Республика Казахстан
- Кыргызская Республика
- Российская Федерация.[4]